# جیمی اشکرافت
جیمی اشکرافت (به انگلیسی: Jimmy Ashcroft) بازیکن فوتبال زادهٔ ۱۲ سپتامبر ۱۸۷۸ اهل کشور انگلستان که سابقهٔ بازی در تیم ملی فوتبال انگلستان را در کارنامهٔ خود دارد. وی در تاریخ ۱۷ فوریه ۱۹۰۶ نخستین بازی ملی خود را در مقابل تیم ملی فوتبال ایرلند انجام داد و با حضور در ۳ بازی ملی، در تاریخ ۷ آوریل ۱۹۰۶ واپسین بازی ملی‌اش را در برابر تیم ملی فوتبال اسکاتلند برگزار کرد.